# Éva Risztov
Éva Risztov (Hódmezővásárhely, 30 de agosto de 1985) é uma nadadora húngara que conquistou uma medalha de ouro nos Jogos Olímpicos de Londres de 2012 na maratona de 10 km.